# Madhuca boerlageana
Madhuca boerlageana är en tvåhjärtbladig växtart som först beskrevs av William Burck, och fick sitt nu gällande namn av Charles Baehni. Madhuca boerlageana ingår i släktet Madhuca och familjen Sapotaceae. IUCN kategoriserar arten globalt som akut hotad. Inga underarter finns listade i Catalogue of Life.